# میساندی
میساندی یکی از شخصیت‌های خیالی رمان ترانه یخ و آتش به نویسندگی جرج آر. آر. مارتین و سریال فانتزی بازی تاج‌وتخت می‌باشد. میساندی متولد جزیره ناث است که در سال ۲۰۰۰ در طوفان شمشیرها معرفی شد.
وی قبل از ملحق شدن به دنریس تارگرین به عنوان مترجم فعالیت می‌کرده‌است. پس از آن در رقصی با اژدهایان دوباره ظاهر شد. در اقتباس شبکه اچ‌بی‌او این نقش توسط ناتالی امانوئل نمایش داده شد.
او با کرم خاکستری فرمانده ارتش آنسالیدها (آویژه‌ها) رابطه عاشقانه برقرار می‌کند.
درقسمت ۴ از فصل ۸ مجموعه تلویزیونی بازی تاج‌وتخت (آخرین استارک‌ها)، وی به دستور سرسی لنیستر و توسط گرگور کلگین گردن زده می‌شود.